# 伊拉克利·图尔马尼泽
伊拉克利·图尔马尼泽（1984年12月13日—），格鲁吉亚男子举重运动员。他曾代表格鲁吉亚参加2012年和2016年夏季奥林匹克运动会举重比赛，其中2016年奥运会获得一枚铜牌。